# Sielsowiet Ryczewo
Sielsowiet Ryczewo (biał. Рычоўскі сельсавет, Ryczouski sielsawiet; ros. Рычевский сельсовет) – sielsowiet na Białorusi, w obwodzie homelskim, w rejonie żytkowickim, z siedzibą w Ryczewie.

## Demografia
Według spisu z 2009 sielsowiet Ryczewo zamieszkiwało 1721 osób, w tym 1682 Białorusinów (97,73%), 22 Rosjan (1,28%), 7 Ukraińców (0,41%), 4 Azerów (0,23%), 1 Polak (0,06%), 4 osoby innych narodowości i 1 osoba, która nie podała żadnej narodowości.

## Geografia i transport
Sielsowiet położony jest na Polesiu, w południowozachodniej części rejonu żytkowickiego. Graniczy z Turowem. Największą przepływającą przez niego rzeką jest Stwiha. Częściowo obejmuje Prypecki Park Narodowy oraz Rezerwat Wodno-Bagienny Stary Żadzien.
Przez sielsowiet przebiegają jedynie drogi lokalne. Północnym krańcem sięga drogi republikańskiej R88.

## Miejscowości
- agromiasteczko:
  - Ryczewo (Ryczów)
- wsie:
  - Bereźce
  - Chilczyce
  - Choczeń
  - Rydcza
  - Siemiradzce
  - Storożowce